# Max Dankner
Max Dankner (* 7. Mai 1911 in Dresden; † 13. April 1992 in Halle (Saale)) war ein deutscher Widerstandskämpfer gegen den Nationalsozialismus, KPD- und SED-Funktionär.

## Leben
Der Sohn eines selbständigen Kaufmanns erlernte nach dem Besuch der Volksschule von 1926 bis 1930 den Beruf eines Möbeltischlers. Er war ein Cousin von Fred, Max und Josef Zimmering sowie von Lea Grundig und Bruno Goldhammer. Dankner war wie sein Bruder Hans in den späten 1920er Jahren im Kommunistischen Jugendverband Deutschlands (KJVD) engagiert. Er war nach der Machtübernahme der Nationalsozialisten wegen illegaler Arbeit als Unterbezirksleiter des KJVD in Dresden im Juli 1933 drei Wochen in SA-Haft und dort misshandelt worden. Im Oktober 1933 erneut inhaftiert, wurde er wegen Vorbereitung zum Hochverrat zu einem Jahr Gefängnis verurteilt und anschließend, da jüdischer Herkunft und offiziell polnischer Staatsbürger, 1935 aus dem Deutschen Reich ausgebürgert. Er emigrierte in die Tschechoslowakei und wurde hier 1936 Mitglied der KPD.
Im Januar 1938 emigrierte er nach Spanien, nahm von März 1938 bis Februar 1939 als Angehöriger der Internationalen Brigaden, zuletzt im Range eines Sergeanten,  am spanischen Bürgerkrieg teil. Im Februar 1939 emigrierte er nach Frankreich und wurde anschließend bis April 1941 in den Lagern Saint-Cyprien, Gurs und Argelès-sur-Mer interniert. Nach seiner Flucht aus der Festung Mont-Louis im April 1941 lebte er illegal in Frankreich, arbeitete bei der Eisenbahn, als Holzfäller und im Straßenbau. Ab 1943 unterstützte er die Résistance und kämpfte als  Partisan in den Cevennen, zuletzt im Rang eines Leutnants. Nach dem Ende des Zweiten Weltkriegs kehrte er im Juni 1945 nach Deutschland zurück.
Bis zur Zwangsvereinigung von SPD und KPD zur SED in der sowjetisch besetzten Zone Deutschlands war Dankner Sekretär der KPD-Kreisleitung Dresden und übernahm diese Funktion auch für die SED. 1949 trat er in die Deutsche Volkspolizei ein und war bis 1951 Politkommandeur im Landesbrandschutzamt Sachsens. Von 1951 bis Juli 1952 war er Sekretär für Wirtschaft der SED-Landesleitung Sachsen-Anhalt und von August 1952 bis Juni 1958 in gleicher Funktion in der SED-Bezirksleitung Halle. 1958/59 studierte er an der Parteihochschule beim ZK der KPdSU in Moskau. Nach kurzzeitiger Tätigkeit im ZK der SED war er von 1960 bis 1962 erneut Sekretär für Wirtschaft der SED-Bezirksleitung Halle. Von Juni 1962 bis März 1967 war er Vorsitzender des Bezirksverbandes Halle des Freien Deutschen Gewerkschaftsbunds (FDGB) und gleichzeitig bis 1968 Mitglied des FDGB-Bundesvorstands.
1967 wurde er aus der Funktion des Vorsitzenden des FDGB-Bezirksvorstands Halle abberufen, da er Kritik am stalinistischen Kurs Walter Ulbrichts und Horst Sindermanns geübt hatte.
Zuletzt war er als Mitglied des Bezirkskomitees Halle der Antifaschistischen Widerstandskämpfer tätig.

## Auszeichnungen
- 1955: Vaterländischer Verdienstorden in Bronze
- 1961: Vaterländischer Verdienstorden in Silber
- 1976: Vaterländischer Verdienstorden in Gold[1]
- 1981: Ehrenspange zum Vaterländischen Verdienstorden in Gold[2]
- 1986: Orden Stern der Völkerfreundschaft in Silber